# Prix Georges-Mauguin
Le prix Georges-Mauguin est un prix littéraire biennal décerné par l'Académie des sciences morales et politiques depuis 1999. Ce prix des études napoléoniennes est destiné à récompenser l'auteur d'une publication érudite relative à Napoléon Ier ou à l'époque napoléonienne.

## Lauréats
- 1971 : Jean Tulard
- 1999 : Jacques Logie pour Les Magistrats des cours et des tribunaux en Belgique 1794-1814 et Nicole Gotteri pour La Police secrète du 1er Empire. Bulletins de Savary à l'Empereur de juin à décembre 1810. Préface de Jean Tulard.
- 2001 : Antoine Denis pour Aimable-Guillaume-Prosper Brugière de Barante, homme politique, diplomate et historien.
- 2003 : Alain Pillepich pour Milan, capitale napoléonienne.
- 2005 : Jacques Jourquin pour Journal inédit du Retour des Cendres (1840) du Mameluck Ali.
- 2007 : Odette Dossios-Pralat pour Michel Regnaud de Saint-Jean-d'Angély, serviteur fidèle de Napoléon.
- 2009 : François Pascal pour Mémoires sur la Convention et le Directoire et Mémoires d'exil d'Antoine-Claire Thibaudeau.
- 2011 : Jean Tabeur pour Saragosse (1808-1809).
- 2013 : Jacques Garnier pour Les Bulletins de la Grande-Armée. Les campagnes de Napoléon au jour le jour.
- 2015 : Natalia Griffon de Pleineville pour Le Général Gazan 1765-1845.